# Балантидій кишковий
Балантидій кишковий (Balantidium coli) — вид паразитичних хромальвеолят класу Litostomatea. Збудник балантидіазу.

## Опис
Протист овальної форми, 30-200 мкм завдовжки, завширшки — 20-70 мкм. Тіло вкрите війками. На передньому кінці тіла знаходиться цитостом, що продовжується у цитофаринкс. Війки перистома більшої довжини за інші. Біля заднього кінця тіла знаходиться цитопрокт. У цитоплазмі розташовані травні і дві скоротливі вакуолі. В ендоплазмі два ядра — бобоподібний макронуклеус, на ввігнутому боці якого розташований кулястий мікронуклеус.
Живиться органічними частками, бактеріями, лейкоцитами. Розмножується поперечним поділом надвоє, можлива кон'югація.
За несприятливих умов утворює овальну або кулясту цисту, 50-60 мкм в діаметрі, покриту двошаровою оболонкою..

## Спосіб життя
Паразитує в шлунково-кишковому тракті свиней, рідше — людини та пацюків. Людина заражається через забруднену воду або їжу. Живе в товстій кишці, де балантидій може тривалий час існувати у просвіті, не викликаючи захворювання.
При нестачі вуглеводної їжі, супутніх глистяних інвазіях та інших несприятливих для людини факторах балантидії проникають у стінку кишки, активно розмножуються і викликають утворення виразок. Балантидіаз характеризується загальною інтоксикацією, слабкістю, головним болем, болем у животі, рідкими випорожненнями зі слизом і домішками крові.